# SNAP
Subnetwork Access Protocol (SNAP) — протокол доступа к подсети, используется для инкапсуляции дейтаграмм IP и запросов ARP в сетях IEEE 802. Дейтаграммы IP передаются в сетях IEEE 802 инкапсулированными в 802.2 LLC и канальный уровень SNAP, а также в физические уровни 802.3, 802.4 и 802.5. Заголовок SNAP следует после заголовка LLC и содержит код организации, показывающий, что следующие 16 битов содержат код EtherType (тип Ethernet).
В присутствии SNAP поля DSAP и SSAP заголовка LLC содержат значения 170 (десятичное число), а поле «Управление» содержит значение 3 (unnumbered information — дополнительная информация).
Используется протоколами CDP и VTP в качестве своей основы.